# Heligmonevra nigrifascia
Heligmonevra nigrifascia là một loài ruồi trong họ Asilidae. Heligmonevra nigrifascia được Martin miêu tả năm 1964. Loài này phân bố ở vùng nhiệt đới châu Phi.